# Trascendentalismo
El trascendentalismo fue un movimiento filosófico, político y literario estadounidense que floreció aproximadamente entre 1836 y 1860. Comenzó como un movimiento de reforma dentro de la Iglesia Unitaria que procuraba extender la aplicación del pensamiento de William Ellery Channing sobre el Dios interior y la significación del pensamiento intuitivo. Se basó en «un monismo que sostenía la unidad del mundo y de Dios, y en la inmanencia del mundo». Para los trascendentalistas, el alma de cada individuo es idéntica al alma del mundo y contiene lo que el mundo contiene. Los trascendentalistas trabajaron con la sensación de que el advenimiento de una nueva era estaba al alcance de la mano. Fueron críticos de su sociedad contemporánea por su inconformidad reflexiva, y urgieron a que cada individuo buscara, en palabras de Ralph Waldo Emerson, «una relación original con el universo».
Un grupo de jóvenes estudiantes de la Facultad de Teología de Harvard previeron el peligro que se cernía en torno de su Iglesia. El 15 de julio de 1838, Emerson pronunció un discurso conocido como The Divinity School Address, que resultaría decisivo para la historia del unitarismo. Influido por la filosofía racionalista y romántica alemana y el hinduismo, Emerson proponía el trascendentalismo: una vía intuitiva basada en la capacidad de la conciencia individual, sin necesidad de milagros, jerarquías religiosas ni mediaciones.
Se asocian también al trascendentalismo a los amigos de Emerson y miembros del Trascendental Club, Walt Whitman y Henry David Thoreau.
Las principales figuras del movimiento fueron Ralph Waldo Emerson, Henry David Thoreau, Margaret Fuller, Amos Bronson Alcott y Louisa May Alcott

## Fundamento trascendental

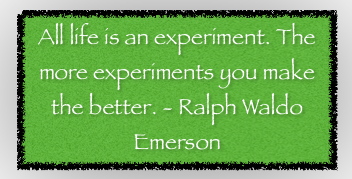
Frase filosófica y reflexiva de Ralph Waldo

El trascendentalismo americano que propone Emerson parte del fundamento trascendental planteado por el filósofo alemán Immanuel Kant. Dicho fundamento es que los objetos no son cognoscibles en sí mismos, sino solo a través de la estructura espacial, temporal y categorial que el sujeto proyecta sobre el mundo.
Partiendo de este idea, Johann Gottlieb Fichte definió como idealismo trascendental a su metafísica del Yo y del No-Yo. Friedrich Schelling elaboró el sistema de idealismo trascendental y Arthur Schopenhauer llamó trascendental a la reflexión dirigida no a las cosas sino a la conciencia de ellas en cuanto meras representaciones.
Ralph Waldo Emerson, haciendo uso del fundamento trascendental en su Ensayo sobre la naturaleza sostuvo que la verdadera independencia del individuo se consigue con la intuición y la observación directa de las leyes de la naturaleza. Para Emerson, el ser humano cuando se encuentra en contacto con la naturaleza, haciendo uso de la intuición y la observación, es capaz de entrar en contacto con la energía cósmica, la fuente creadora de la vida, identificada como Dios —u orden— por los deístas, y como «totalidad» por los panteístas.